# Luísa Mahin
Luiza Mahin, provavelmente nascida na primeira metade do século XIX (possivelmente em 1812), foi uma revolucionária do período colonial do Brasil, símbolo de resistência negra no país. Descrita por seu filho Luís Gama, Era mui bela e formosa, Era a mais linda pretinha, Da adusta Líbia rainha , e mesmo sem registros documentais, enquadra-se como uma personagem evidenciada na luta e resistência na sociedade escravista. O fato de não haver muitos documentos concretos acerca de Luíza Mahin fez com que, por muito tempo, estudiosos se questionassem sobre a veracidade de sua participação em revoltas de resistência. No entanto, nas primeiras décadas do século XXI a historiografia brasileira vem avançando e progredindo em compreender o papel de mulheres como Luiza na História do Brasil.

## Vida
Sua origem hoje é compreendida na região da costa da mina, na Nação Nagô Jeje, e seu sobrenome vem da tribo de onde se origina os Mahi, região da República do Benim. Liberta em 1812, continuou exercendo a função de quituteira na Bahia do Brasil Colonial, era conhecida por resistir e manter sua cultura e religião africana.
Luiza esteve envolvida na articulação de todas as revoltas e levantes de escravos que sacudiram a então Província da Bahia nas primeiras décadas do século XIX. De seu tabuleiro, eram distribuídas as mensagens em árabe, por isso, espalhava a mensagem da revolta por onde passava, tendo um papel importante na circulação de informações confidenciais durante esse processo, através dos meninos que pretensamente com ela adquiriam quitutes. Desse modo, esteve envolvida na Revolta dos Malês (1835) e na Sabinada (1837-1838). Sua casa foi transformada no quartel general destas revoltas.
Foi perseguida, logrando evadir-se para o Rio de Janeiro, onde foi encontrada, detida e, possivelmente, deportada para Angola, de acordo com relatos de quem a conheceu. Não existe, entretanto, nenhum documento que comprove essa informação. Alguns autores acreditam que ela tenha conseguido fugir para o Maranhão, onde, com sua influência, tenha sido desenvolvido o tambor de crioula.

## Carta a Lúcio de Mendonça
Lúcio de Mendonça foi um escritor e jornalista carioca. A seu pedido, Luís Gama enviou uma carta autobiográfica intitulada Lances doridos em 25 de julho de 1880. A carta é o único documento que traz informações sobre a mãe do abolicionista. Abaixo o trecho sobre Luiza Mahin:
Sou filho natural de uma negra, africana livre, da Costa Mina (Nagô de Nação), de nome Luísa Mahin, pagã, que sempre recusou o batismo e a doutrina cristã.
Minha mãe era baixa de estatura, magra, bonita, a cor era de um preto retinto e sem lustro, tinha os dentes alvíssimos como a neve, era muito altiva, geniosa, insofrida e vingativa.
Dava-se ao comércio – era quitandeira, muito laboriosa, e mais de uma vez, na Bahia, foi presa como suspeita de envolver-se em planos de insurreições de escravos, que não tiveram efeito.
Era dotada de atividade. Em 1837, depois da Revolução do doutor Sabino, na Bahia, veio ela ao Rio de Janeiro, e nunca mais voltou. Procurei-a em 1847, em 1856, em 1861, na corte, sem que a pudesse encontrar. Em 1862, soube, por uns pretos minas, que a conheciam e que me deram sinais certos que ela, acompanhada com malungos desordeiros, em uma “casa de dar fortuna”, em 1838, fora posta em prisão; e que tanto ela como os seus companheiros desapareceram. Era opinião dos meus informantes que esses “amotinados” fossem mandados para fora pelo governo, que, nesse tempo, tratava rigorosamente os africanos livres, tidos como provocadores.
Nada mais pude alcançar a respeito dela. 

## O Mito Luiza Mahin

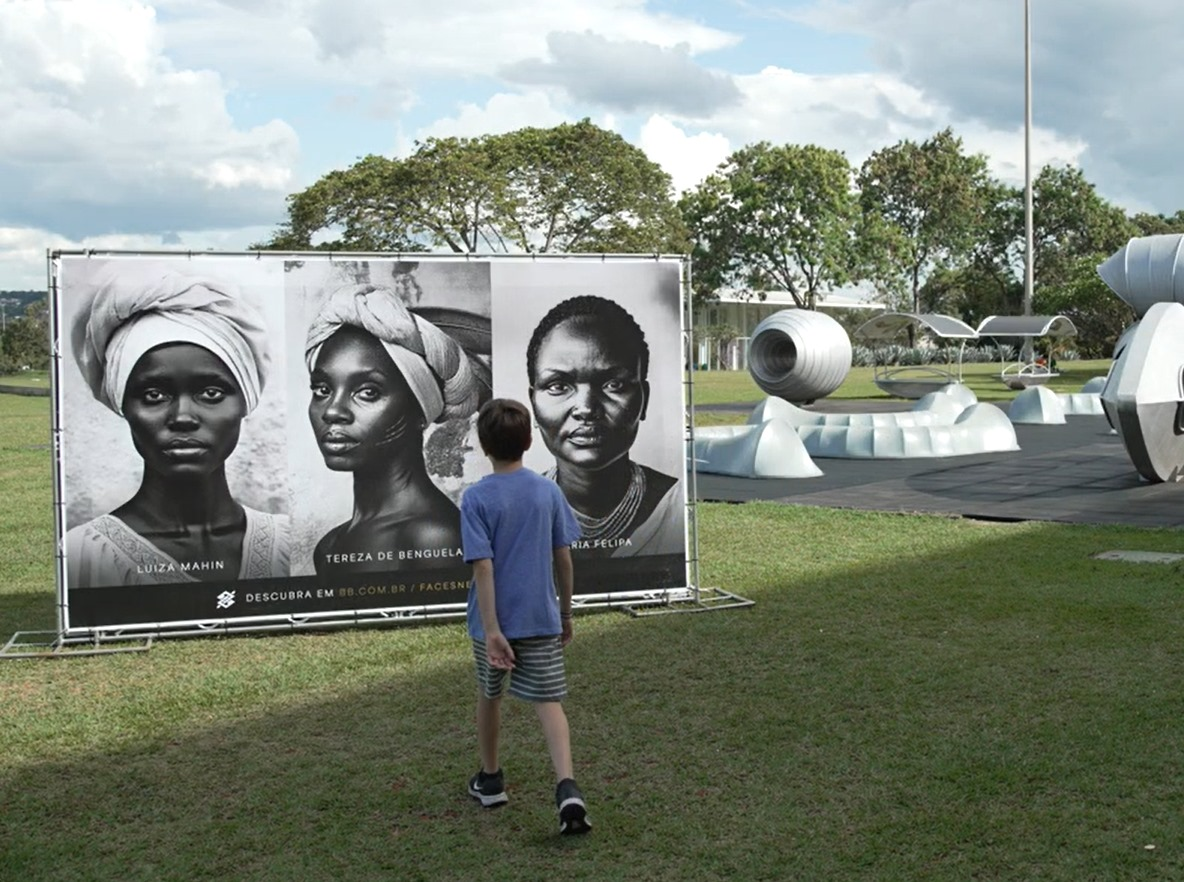
Exposição sobre Luiza Mahin, Tereza de Benguela, e Maria Felipa no CCBB

Luiza Mahin é contestada pelos historiadores como uma figura histórica de resistência e luta importante na História Do Brasil, que sim existiu, tendo seu destaque na historiografia trazida pela historiadora Aline Najada Da Silva no livro Luiza Mahin: Uma Rainha Africana No Brasil, onde evidencia a necessidade de reivindicação de Luiza e outras personagens que são tratadas meramente como mitos e lendas.
A multiplicidade das representações de Luiza Mahin foi um dos aspectos analisados por Mariele Araújo em Luiza Mahin: Uma ‘Princesa’ Negra na Bahia dos Anos 30. Neste trabalho a autora retomou a definição de Luiza Mahin presente no dicionário Mulheres do Brasil e letras de músicas dos grupos Cidade Negra e Simples, além do depoimento da então presidente da União de Negros pela Igualdade (no ano 2000), Olívia Santana, e da iniciativa do grupo Coletivo de Mulheres Negras, de São Paulo, que, em 1985, inaugurou uma praça na capital paulista com o nome Luiza Mahin, em homenagem pelo Dia Internacional da Mulher.17 Exemplos como estes confirmam a importância do nome Luiza Mahin e o papel sociopolítico assumido por ela.— Aline Najara da Silva Gonçalves
A reinvenção e reescrita da história de Luiza Mahin em algumas obras literárias acabou abrindo interpretações que levassem a relativização de sua existência. Paradigma superado tornando Luiza uma importante representante e líder revoltosa na História Do Brasil.
O historiador Tarcísio José Martins, após quase trinta anos de pesquisa junto às Lojas Maçônicas da vida de Gama, bem como, em várias outras fontes nas cidades de São Paulo, Campinas, Rio de Janeiro, Salvador e Itaparica, sempre em busca de fontes historiográficas que pudessem confirmar a existência desse personagem trazido unicamente por Luiz Gonzaga Pinto da Gama, como sua mãe, em carta que escreveu em julho de 1880 a seu amigo Lúcio de Mendonça, não encontrou qualquer indício de que ela tenha existido, concluindo, à luz de indícios encontrados em vários escritos da obra de Luiz Gama, que este a teria inventando, provavelmente, para resguardar a verdadeira identidade de sua mãe.  

## Luísa Mahin na Literatura e em pesquisas acadêmicas
Em 2006, a escritora Ana Maria Gonçalves publicou o romance histórico Um defeito de cor. O romance com mais de 900 páginas percorre a trajetória de Luiza Mahin dos seus cinco anos de idade até sua morte. Bem antes dela, na década de 1930, Pedro Calmon escreveu o romance histórico Malês: a insurreição das senzalas onde surge pela primeira vez a proposta de Luiza Mahin como uma liderança na rebelião Malê ocorrida em Salvador no ano de 1835. O professor e pesquisador João José Reis no livro Rebelião escrava no Brasil, afirma que embora tenha estudado exaustivamente os documentos sobre a rebelião Malê, não localizou uma única referência sobre Luiza Mahin, o que o leva a crer que se trate de "um misto de realidade possível, ficção abusiva e mito libertário"  

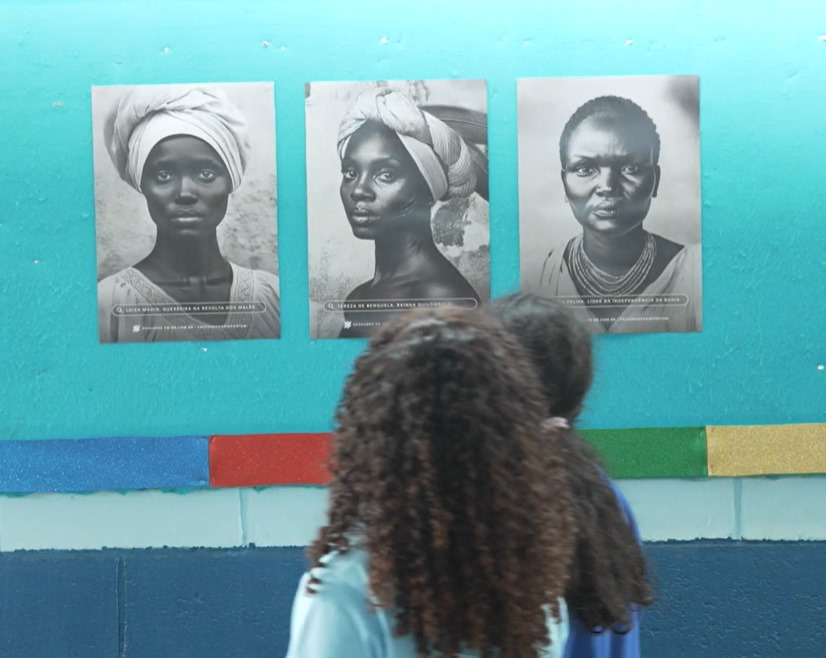
Alunas do CED 01 do Riacho Fundo II interagem com as imagens de Luiza Mahin, Tereza de Benguela e Maria Felipa.

Em 2010, Aline Najara da Silva Gonçalves publicou o estudo Luiza Mahin entre ficção e história. No ano seguinte, Dulcilei C. Lima lançou o estudo Desvendando Luiza Mahin: um mito libertário no cerne do Feminismo Negro. Ambos analisam os romances acima e outros documentos em busca da compreensão sobre a enigmática figura de Luiza Mahin.
Luiza teve sua biografia carnavalizada em 2018 pelo GRES Alegria da Zona Sul, com o enredo "Bravos Malês! A Saga de Luiza Mahin". Em 2019 esteve presente mais uma vez no carnaval carioca, citada como heroína dentre outras figuras históricas negras no enredo "História pra Ninar Gente Grande", com o qual a Estação Primeira de Mangueira conquistou o primeiro lugar.
No desfile de 2024 o Grêmio Recreativo Escola de Samba Portela baseou seu o enredo no livro Um defeito de cor, escrito por Ana Maria Gonçalves, e que retrata de forma ficcional a vida de Luíza Mahin, a obra alcançou o topo dos mais vendidos da Amazon no período.
De acordo com as pesquisadoras Lisa Earl Castillo, doutora em letras, e pela historiadora Wlamyra Albuquerque, professora da Universidade Federal da Bahia, Luísa Mahin não teria participado nem da Revolta dos Malês nem da Sabinada, sendo ainda escravizada quando do nascimento de Luís Gama.

## Livro dos Heróis e Heroínas da Pátria
A Lei n.º 13 816, de 24 de abril de 2019, inscreveu o nome de Luísa Mahin no Livro dos Heróis e Heroínas da Pátria, depositado no Panteão da Pátria e Liberdade Tancredo Neves, em Brasília.